# Kisbárkány
Kisbárkány község Nógrád vármegyében, a Salgótarjáni járásban. 

## Fekvése
A község nyugodt, tiszta levegőjű környezetben fekszik, a Cserhát keleti részén, Salgótarjántól délnyugati, Bátonyterenyétől nyugati irányban. A Novohrad-Nógrád UNESCO Globális Geopark települése. Közúton a 21-es főút felől lehet a legegyszerűbben megközelíteni, a főútról Tar külterületén, kevéssel a 36-os kilométer előtt kell letérni északnyugati irányban a 21 135-ös jelzésű mellékútra; Kisbárkány az elágazástól körülbelül 9 kilométerre található. Lényegében zsáktelepülésnek tekinthető, hiszen csak az említett mellékútról Nagybárkánynál nyugat felé letérő 21 138-as számú úton érhető el, amely a település központját elhagyva már csak erdészeti útként vezet tovább.

## Természeti környezete
A település legnagyobb értéke a szinte érintetlen természeti környezet, a Kelet-cserháti Tájvédelmi Körzet, a Tepke vonulata, a Bézma-hegy csoportja, a Zsunyi-patak és a Kis-Zagyva völgyében a Buda hegy. A vármegyében ezen a helyen találhatjuk a morfológiailag legváltozatosabb felszíni képződményeket. Meredeken kiemelkedő ormok, szép formájú dombok, szelíd lankák, mélyen feltáruló völgyek, kanyargó, csörgő patakok, kies mezők, virágos rétek váltakoznak utánozhatatlan harmóniában. Természetjárásra alkalmas, látnivalókban gazdag vidéke hazánknak, ahol a természet még kevésbé károsodott.

## Történelem

### Árpád-kor (12-13. század)
Nevét szláv személynévből eredeztetik, az eléragasztott „kis” jelző a falu méretére utal a mellette fekvő Nagybárkánytól való megkülönböztetésre. 1265-ig a Kacsics nemzetség birtoka. Ekkor a Rátót nembeli Porcz István, a Pásztohi, a Tari és a Kazai Kakas családok őse szerezte meg. E családok tagjai gazdálkodtak itt 1472-ig. Ezután Guthi Országh Mihály nádor és a Nánai Kompolthi család lett a birtokosa.

### Hódoltsági idők (15-16. század)
Az 1548. évi adóösszeírás szerint üresen álló település. 

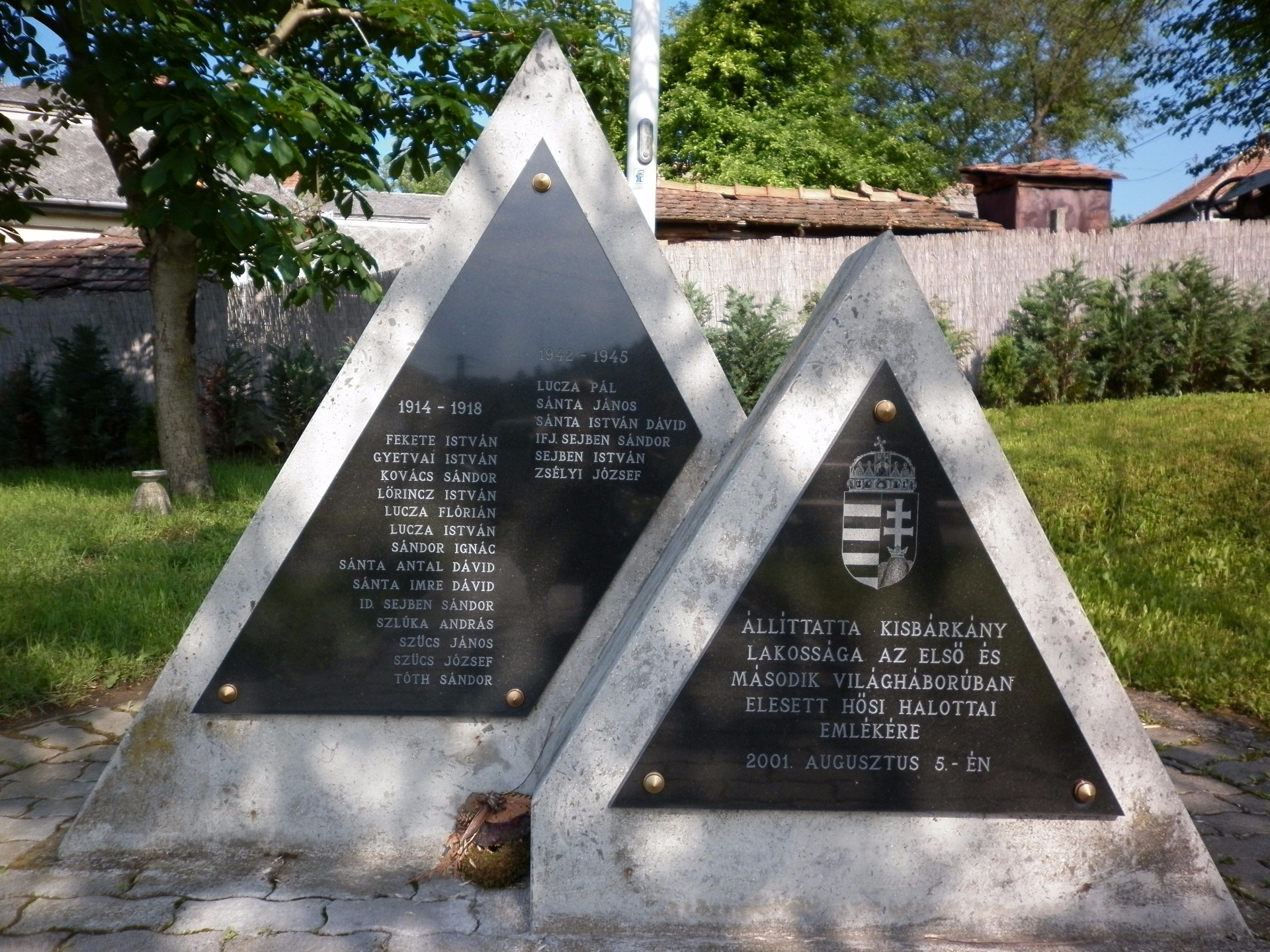
I. és II. világháborúban elhunytak emlékműve

### 18-19. század
A törökök magyarországi kiűzése után készült összeírások viszont lakott területként jelzik: 1715-ben 13, 1720-ban 20 magyar háztartást írtak össze.
A 18. században a Berényiek, előbb Berényi Ferenc, 1770-ben pedig gróf Berényi Zsigmond, majd a Jankovich család volt a birtokosa.
Vályi András: Magyar országnak leírása. 1796–1799. 
BÁRKÁNY. Kis Bárkány, Nagy Bárkány. Elegyes magyar faluk Nógrád Vármegyében, birtokosa Gróf Berényi Uraság, lakosai katolikusok, fekszenek Szétsénhez mintegy két mértföldnyire, Zagyva vizétöl nem meszsze. Határjának, ’s egyéb vagyonnyainak középszerű voltokhoz képest, második Osztálybéliek.
Fényes Elek: Magyarországnak, s a hozzá kapcsolt tartományoknak mostani állapotja statistikai és geographiai tekintetben. 1836–1841.
Nagy- és Kis-Bárkány, 2 magyar falu, Nógrád vármegyében, a Mátra vidékén, Pásztóhoz 3/4, ut. p. Szakálhoz 3 3/4 óra, az első 893 k. lak. s paroch. templommal, a másik 358 szinte kath. lak. Többen birják, de főbirtokos az Almásy család.

### 20. század

#### I. világháború
Kisbárkány a trianoni békeszerződés előtt Nógrád vármegye Salgótarjáni járásához tartozott. 1910-ben 166 római katolikus lakosa volt, melyből 165 volt magyar.

#### 1956-os forradalom és szabadságharc
1956. október 27-28:
Az események Márkházáról indultak, ahol Zsélyi István gépkocsivezető egy kisebb csoportot szervezett és azokat a környező községekbe szállította. így pl. Nagybárkányba is, ahol terjesztették a forradalom eszméit. 
Nagybárkányban Sejben István tanító vezetésével felvonulásra került sor, ahol ledöntötték a szovjet síremléket. Ez után Nagybárkány és Kisbárkány lakossága közös forradalmi tanácsot és nemzetőrséget választott. A tanács elnöke Balogh József, a nemzetőrség parancsnoka Géczi János lett. 
Személyi adattár:
Balogh József: Nagybárkányban született 1889. december 11-én. Anyja neve Szuravcsik Rozália. Iskolai végzettsége 6 elemi, foglalkozása földműves. Az első világháborúban vitézségi érmet szerzett, majd később községi bíró lett. 1956-ban a forradalmi tanács elnökének választották. A megtorlás idején rendőrhatósági felügyelet alá helyezték. 
Géczi János: Nagybárkányban született 1904. február 2-án. Anyja neve Kiss Rozália, foglalkozása földműves. A nemzetőrség parancsnoka volt. 1956 után rendőrhatósági felügyelet alá került.

### Kisbárkány elnevezésének változása
Barkan (1415); Kysbarkan (1465); Kisbárkány (1728); Kis/Maly Barkány (1785); Kis-Bárkány (1892); Kisbárkány (1906)

## Népesség
A település népességének változása:
Kisbárkány népessége 1785-ben 75 fő volt és az utána következő közel 100 évben közel háromszorosára nőtt. Az 1880-as években a járványok miatt népessége megcsappant 192-ről 142-re. 1880-as évektől a népesség 1949-ig fokozatosan nőtt és elérte a 219 főt, viszont közel 10 év alatt a falu népessége 387-re nőtt. Az 1960-as évek után pedig a község népessége elkezdett csökkenni.
A 2011-es népszámlálás során a lakosok 100%-a magyarnak, 16,9% cigánynak, 0,9% szlováknak mondta magát (a kettős identitások miatt a végösszeg nagyobb lehet 100%-nál). A vallási megoszlás a következő volt: római katolikus 90,6%, református 0,5%, evangélikus 2,8%, felekezeten kívüli 0,5% (5,6% nem nyilatkozott).
2022-ben a lakosság 94,8%-a vallotta magát magyarnak, 1,3% szlováknak, 0,7% lengyelnek, 3,9% egyéb, nem hazai nemzetiségűnek (3,3% nem nyilatkozott; a kettős identitások miatt a végösszeg nagyobb lehet 100%-nál). Vallásuk szerint 69,3% volt római katolikus, 2% evangélikus, 0,7% református, 0,7% egyéb keresztény, 1,3% egyéb katolikus, 6,5% felekezeten kívüli (19,6% nem válaszolt).

## Nevezetességei

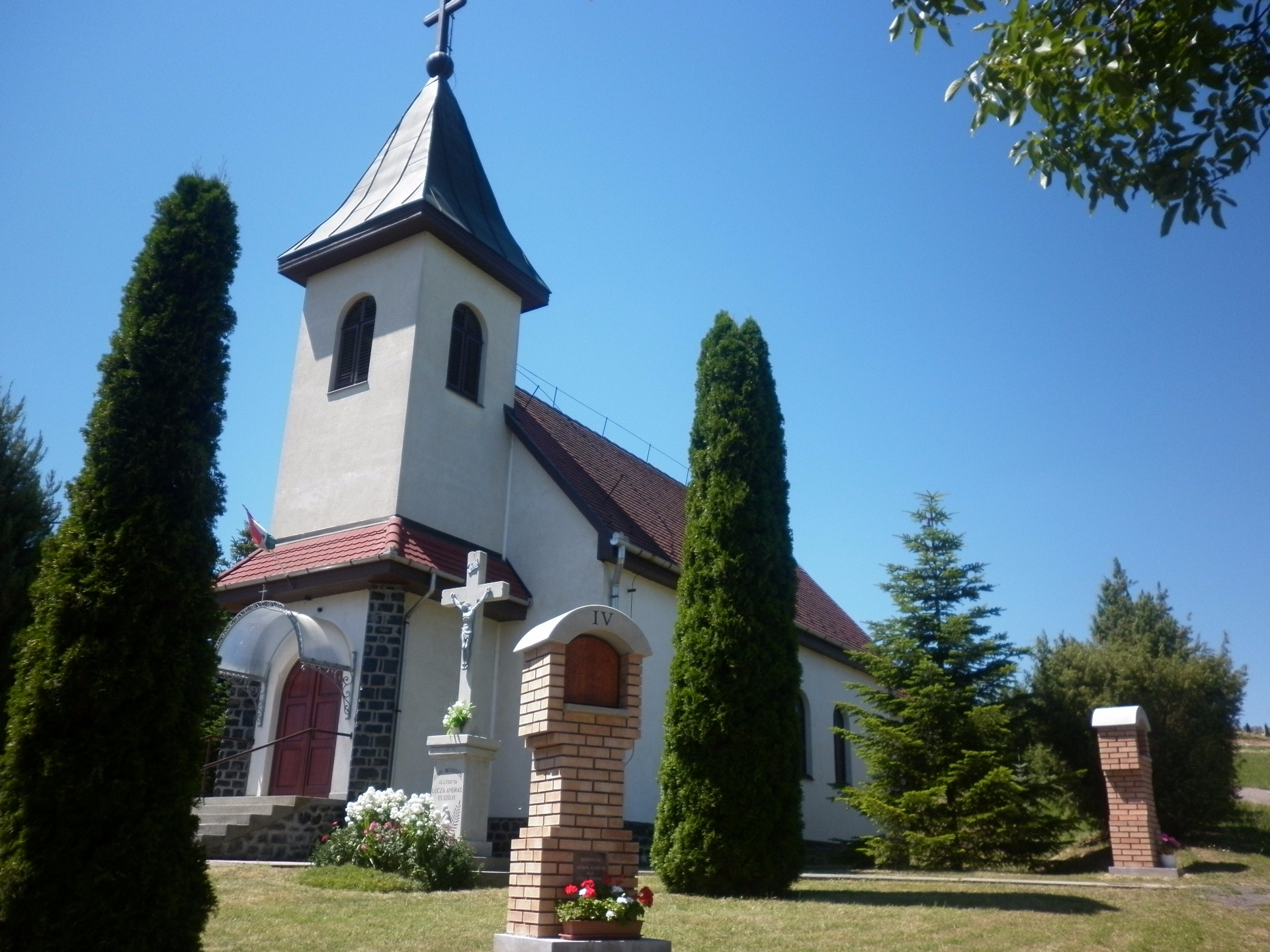
Kisbárkányi templom

### A római katolikus templom
1992-1994 között épült, melynek templombelsője magán hordozza a 20. sz. sajátos építészeti jegyeit.

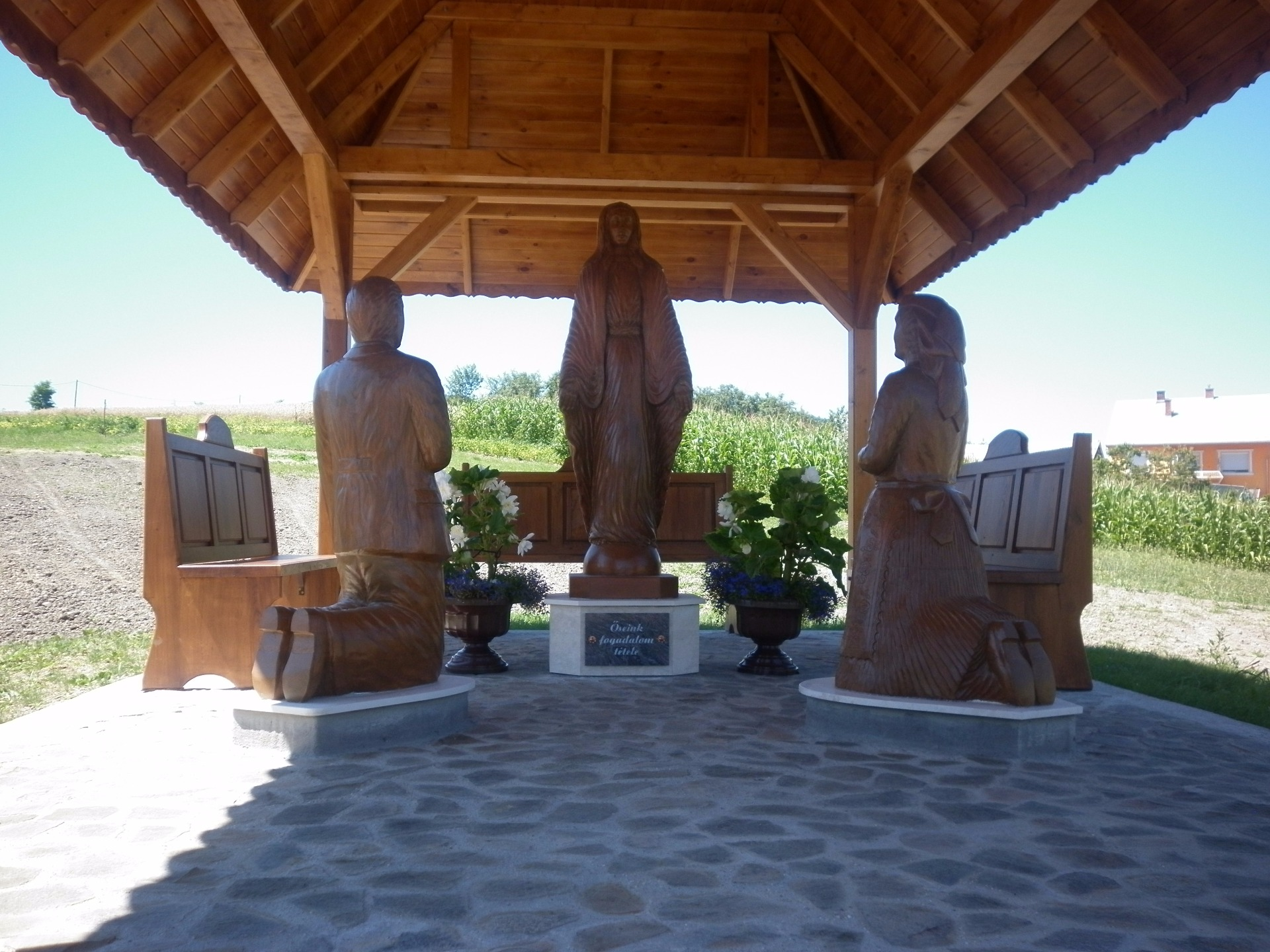
Keresztút

### Bedepuszta
A hozzá tartozó Bedepuszta két tucat házát a 2010-es években három kivétellel felvásárolta egy holland üzletember, hogy turisztikai központot alakítson ki, melynek elsődleges célcsoportja az érintetlen természeti környezetet kereső hollandok lesznek. Összesen 100 ágyat kínálnak majd 2019-től, ami kempinggel együtt 500-ra bővülhet.

## Közélete

### Polgármesterei
- 1990–1994: Lucza Sándor (független)[11]
- 1994–1998: Lucza Sándor (független)[12]
- 1998–2002: Lucza Sándor (Fidesz-FKgP-MDF-MDNP-KDNP-MKDSZ)[13]
- 2002–2006: Lucza Sándor (független)[14]
- 2006–2010: Edőcs László (független)[15]
- 2010–2014: Edőcs László (független)[16]
- 2014–2019: Edőcs László (független)[17]
- 2019–2024: Edőcs László (független)[18]
- 2024– : Zsélyi Zoltán (Fidesz-KDNP)[1]

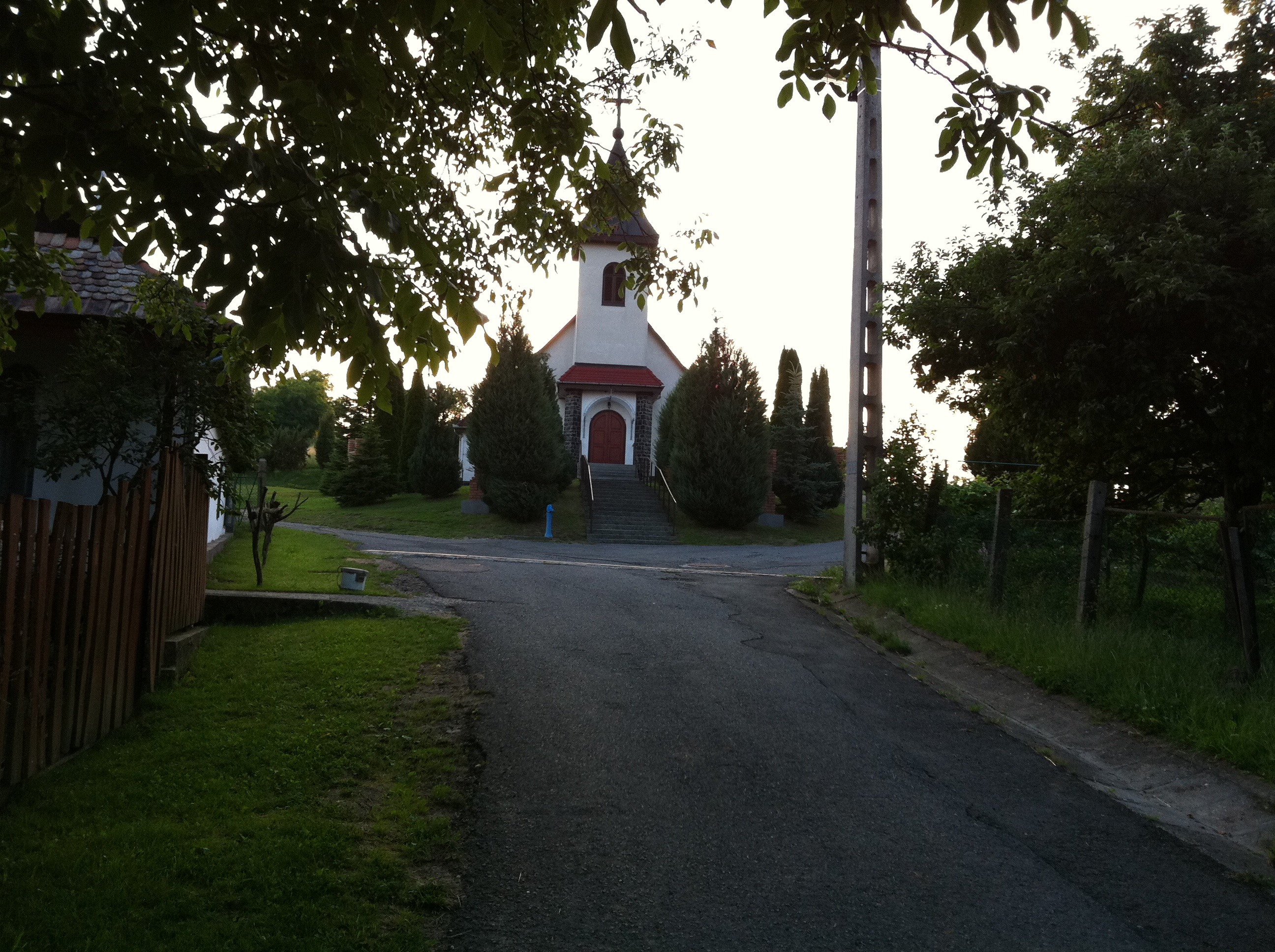
A templom az Arany János utca felől

## Személyek
- Valószínűleg itt született P. Bárkányi János. Ő volt az aki a török veszedelem után, Szécsény városát és a ferencesek kolostorát életre hívta. II. Rákóczi Ferenc hitbeli nevelője volt.